# Yuji Sakamoto
Yuji Sakamoto (Tokyo, 1º ottobre 1982) è un wrestler giapponese.
È stato sotto contratto con la World Wrestling Entertainment con il ring name di Sakamoto.

## Carriera

### Kaientai Dojo (2003 - 2011)
Sakamoto inizia gli allenamenti nel 2002 e debutta per la promotion Kaientai Dojo il 3 maggio 2003. Nel 2005, forma un Tag Team con Kengo Mashimo dal nome Kinnoutou. Il 27 febbraio 2005, i due conquistarono gli Strongest-K Tag Team Championship e gli unificarono agli UWF Intercontinental Tag Team Championship. Sakamoto è stato anche altre due volte campione di coppia.

### WWE

#### Florida Championship Wrestling (2011-2012)
Nell'estate 2011, Sakamoto viaggia nel Nord America per un tryout con la WWE che riesce a passare. Di conseguenza, firma un contratto e viene mandato in FCW dove assume il ring name di Sakamoto. Debutta al Tampa Show del 20 ottobre, quando viene sconfitto da Brodus Clay. Il suo debutto televisivo avviene però una decina di giorni più tardi, quando in coppia con Jiro, viene sconfitto dal team formato da Big E Langston e Nick Rogers. Il 17 novembre, perde contro Kevin Hackman e, il 1º dicembre, contro Jason Jordan. Al Tampa Show dell'8 dicembre, Sakamoto, Jiro e Kevin Hackman perdono un 6-man tag team match contro Corey Graves, Big E Langston e James Bronson. Il 15 dicembre, perde nuovamente stavolta contro Mike Dalton. Ottiene la sua prima vittoria il 27 gennaio 2012, quando batte il suo ex compagno Jiro. Tuttavia, il 2 febbraio, torna a perdere contro Dean Ambrose. Il 23 febbraio, partecipa allo Scramble Match valido per lo status di primo sfidante al titolo FCW insieme a molti altri atleti, ma viene eliminato. Al Kissimmee Show del 2 marzo, perde contro Kenneth Cameron e, il giorno dopo, allo show di Lake City, in squadra con il suo compagno Jiro perde un Tag Team Flag Match contro CJ Parker e Byron Saxton. Nei tapings del 15 marzo, perde contro Mike Dalton. Il 21 marzo, all'Orlando Show, Jiro e Sakamoto perdono contro Dante Dash e Jason Jordan.

#### Raw; Alleanza con Tensai (2012)
Il 2 aprile, nella puntata di Raw dopo Wrestlemania, debutta insieme a Lord Tensai, del quale svolge il ruolo di manager durante il suo match che lo vede battere Alex Riley. Nella puntata di Raw registrata da Londra del 16 aprile, aiuta Tensai a battere John Cena interferendo nel loro match. Nella puntata di Raw del 30 aprile, attacca John Cena insieme a Lord Tensai e John Laurinaitis. Nella puntata di Raw dell'11 giugno, Sakamoto viene brutalmente malmenato da Tensai, dopo che quest'ultimo perde un match contro il WHC Sheamus. Il motivo ben preciso non ancora è noto, ma si può dedurre dal fatto che la serie di importanti sconfitte (prima contro John Cena e ora con Sheamus) abbia comportato un'eccessiva frustrazione di Tensai, sfociata in questa divisione. L'episodio si ripete anche il 4 luglio, quando Tensai perde per roll-up in pochi secondi contro Tyson Kidd. Stessa cosa il 13 agosto, quando il suo alleato perde contro Sin Cara. A partire da settembre non si è più visto a fianco di Tensai.

#### NXT e licenziamento (2013)
Dopo essersi diviso da Tensai, Sakamoto debutta nello show di sviluppo, NXT Wrestling, combattendo il 16 gennaio contro Adrian Neville, perdendo il match. Due settimane più tardi lotta contro il rientrante Mason Ryan perdendo in pochi secondi. L'8 maggio affronta Briley Pierce, ma interviene Conor O'Brian e il match finisce in un no-contest. La settimana successiva per questo motivo i due hanno un handicap match contro O'Brian, che vince facilmente. Il 29 maggio partecipa alla 18-Man Battle Royal per il #1 Contender all'NXT Championship venendo eliminato da Mason Ryan. Nello stesso mese viene licenziato dalla federazione di Stamford.

## Finisher e trademarks moves
- Sakamoto Kick (Japan Kick)
- Suumo Attack (Fireman Carry Double Knee Facebuster)
- Double Foot Stomp
- Fujiwara Armbar
- Snap Powerslam
- Dropkick
- Headcissor Tekedown

## Titoli e riconoscimenti
Kaientai Dojo
- Strongest-K Championship (1)
- Strongest-K Tag Team Championship (3 - 1 con Kengo Mashimo - 1 con Ryota Chikuzen - 1 con Miyawaki)
- UWA/UWF Intercontinental Tag Team Championship (1 - con Kengo Mashimo)
- Strongest-K Tag Team tournament - con Kengo Mashimo (2005)